# فولوتيا
فولوتيا هي شركة طيران إسبانية خاصة، تعمل بنظام الطيران منخفض التكلفة، ولديها مراكز عمليات في إسبانيا، فرنسا، وإيطاليا.